# Gopikunte, Sira
Gopikunte là một làng thuộc tehsil Sira, huyện Tumkur, bang Karnataka, Ấn Độ.